# 孝义关帝庙正殿
孝义关帝庙正殿位于中国陕西省渭南市韩城市新城招商区孝义村，已列为陕西省文物保护单位。

## 历史
孝义关帝庙创建于元大德七年（1303年），清顺治十二年（1655）、乾隆二十八年（1763）重修。

## 建筑
孝义关帝庙坐北朝南，占地面积2100平方米，建筑面积453㎡。现存献殿和正殿，正殿建于元代，面阔三间，进深四橼，悬山顶，琉璃脊，前檐部分为元代遗存。

## 保护
1957年5月31日，关帝庙正殿由陕西省人民委员会公布为第二批陕西省文物保护单位。